# هواگرد کشاورزی

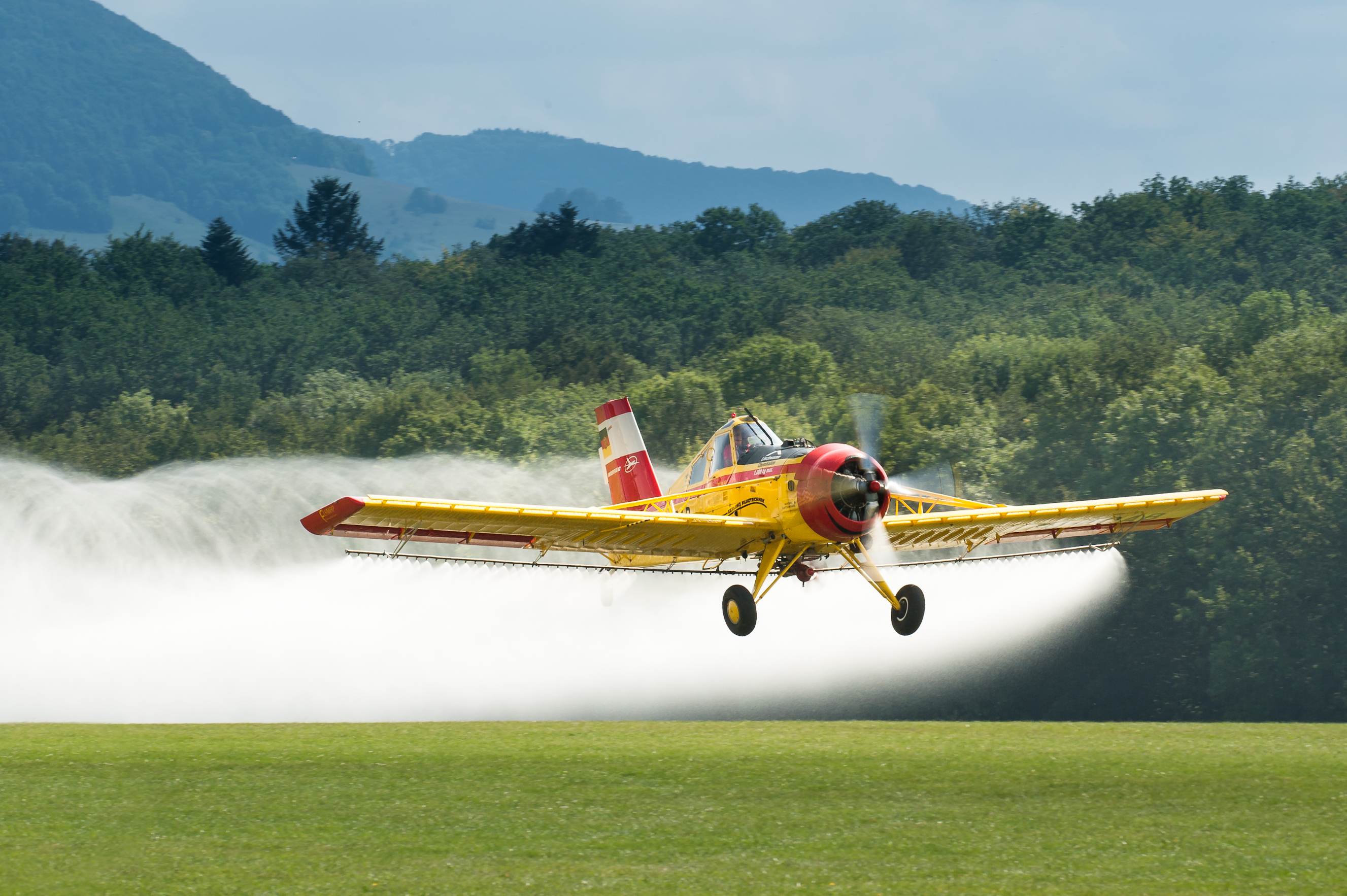
یک هواگرد کشاورزی

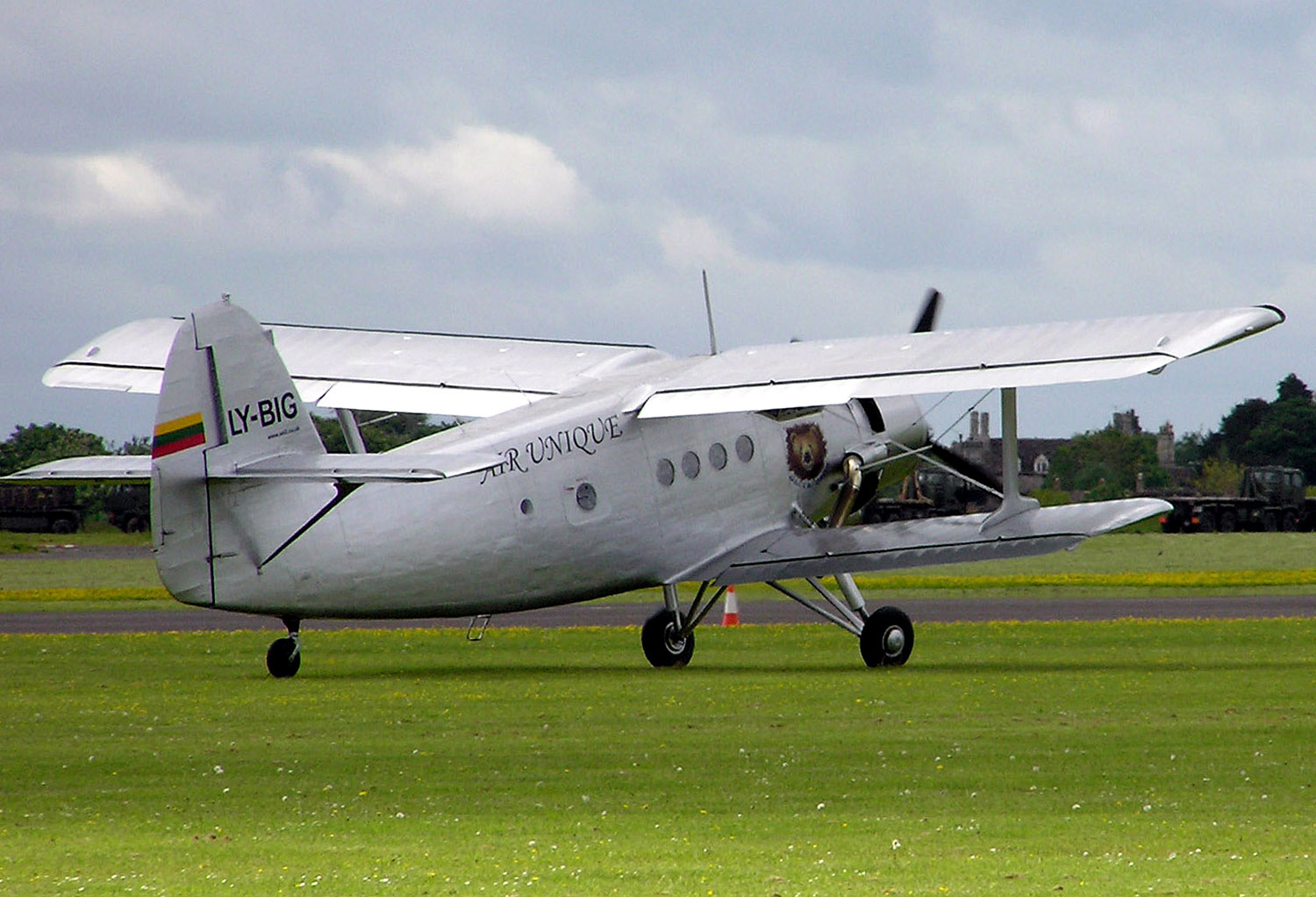
هواگرد کشاورزی آنتونوف ای‌ان-۲

یک هواگرد کشاورزی (انگلیسی: Agricultural aircraft) نوعی هواگرد است که برای مقاصد کشاورزی تولید یا اصلاح شده‌است. از کاربردهای این هواگردها می‌توان به افشاندن هوایی آفت‌کش‌ها یا کود اشاره کرد.
معمول‌ترین هواگردهای کشاورزی از نوع بال‌ثابت هستند. برای نمونه می‌توان به سسنا ۱۸۸ یا گرومن ای‌جی کت اشاره کرد.